# Hiraea apaporiensis
Hiraea apaporiensis är en tvåhjärtbladig växtart som beskrevs av José Cuatrecasas. Hiraea apaporiensis ingår i släktet Hiraea och familjen Malpighiaceae. Inga underarter finns listade i Catalogue of Life.